# جواد کاظمیان
جواد کاظمیان (زادهٔ ۳ اردیبهشت ۱۳۶۰) بازیکن سابق فوتبال اهل ایران است. از باشگاه‌هایی که جواد کاظمیان در آن‌ها بازی کرده، می‌توان به سایپا، الاهلی امارات، پرسپولیس، الشعب امارات، الشباب امارات، عجمان امارات، الامارات امارات، سپاهان، تراکتور و صبای قم اشاره کرد.

## دوران باشگاهی
او فوتبال حرفه‌ای خود را با تیم جوانان سایپا شروع کرد و توانست به تیم بزرگسالان این تیم راه یابد. در همان زمان مربی وقت تیم ملی محمد یوسفی او را به اردوی تیم ملی دعوت کرد. سپس او در سال ۱۳۸۱ (۲۰۰۲) به الاهلی امارات پیوست اما او بعد از چند ماه به ایران بازگشت و برای سایپا و بعد از آن سه فصل برای باشگاه پرسپولیس بازی کرد.
بعد از جام جهانی ۲۰۰۶ آلمان او به باشگاه اماراتی الشعب و بعد از آن در فصل ۲۰۰۷–۲۰۰۸ الشباب پیوست. وی در سال ۲۰۰۸ میلادی به تیم عجمان رفت اما در اواسط سال ۲۰۱۰ از تیم عجمان جدا شده و به تیم الامارات منتقل شد. کاظمیان پس از چهار فصل حضور در لیگ امارات به ایران بازگشت و به عضویت باشگاه سپاهان درآمد.
او در سال ۲۰۱۱ پس از یک فصل حضور ناموفق در سپاهان دوباره به پرسپولیس بازگشت اما در نیم فصل ۹۲–۱۳۹۱ پس از قرار گرفتن در لیست مازاد تیم پرسپولیس با این تیم فسخ قرارداد کرد.

## دوران ملی
او در اولین بازی خود در برابر تیم ملی فوتبال چین در دی سال ۱۳۸۰ برای تیم ملی فوتبال ایران درخشید و همچنین جواد کاظمیان در ترکیب اصلی تیم ملی فوتبال جوانان ایران در مسابقات قهرمانی جوانان ۲۰۰۱ در آرژانتین حضور داشت؛ که ایران پس از سه بازی گروهی با ۸ گل خورده و بدون گل زده حذف شد. او به همراه تیم ملی امید ایران در بازی‌های آسیایی ۲۰۰۲ در بوسان کره جنوبی به همراه تیم ملی امید ایران، مدال طلای فوتبال مردان به دست آورد. سپس جواد کاظمیان به همراه تیم ملی فوتبال ایران برای شرکت در جام جهانی ۲۰۰۶ به آلمان سفر کرد ولی شانسی برای هیچ بازی به‌دست نیاورد.
او در سال ۲۰۰۷ میلادی دوباره به تیم ملی فوتبال ایران پیوست و توانست در مقابل تیم ملی فوتبال ازبکستان در مرحله گروهی جام ملت‌های آسیا ۲۰۰۷ گل به ثمر برساند. او همچنین برای رقابت‌های مقدماتی جام جهانی ۲۰۱۰ انتخاب شد ولی نتواست به فهرست اصلی تیم راه پیدا کند.

## جنجال استوری اینستاگرام
در خرداد ۱۴۰۴، پس از انتشار گزارش‌هایی دربارهٔ اتهام تجاوز سه عضو کاروان دو و میدانی ایران به یک زن ۲۰ ساله در کره جنوبی، جواد کاظمیان در استوری اینستاگرام خود این واقعه را «اتفاقی طبیعی» توصیف کرد که در سراسر جهان رخ می‌دهد. او همچنین از مردم خواست که «مرد» باشند و به این موضوع از منظر شخصی نگاه کنند و آنقدر بزرگش نکنند. کاظمیان بعداً این استوری را حذف کرد.

## افتخارات

### باشگاهی

#### پرسپولیس
- جام حذفی ایران
  - نایب‌قهرمان (۱): ۱۳۸۵–۱۳۸۴

#### سپاهان
- لیگ برتر خلیج فارس
  - قهرمان (۱): ۱۳۹۰–۱۳۸۹

#### الشباب امارات
- لیگ برتر امارات
  - قهرمان (۱): ۲۰۰۸–۲۰۰۷

#### تراکتور
- لیگ برتر خلیج فارس
  - نایب‌قهرمان (۱): ۱۳۹۲–۱۳۹۱
- جام حذفی ایران
  - قهرمان (۱): ۱۳۹۳–۱۳۹۲